# Surahammar
Surahammar es una ciudad de Suecia, ubicada en la provincia de Västmanland. En 2010 contaba con 6,179 habitantes.

## Nativos
Åsa Svensson, tenista (n. 1975)